# Маріана Алькофораду
Маріана Алькофораду (порт. Mariana Mendes da Costa Alcoforado або Mariana Vaz Alcoforado; хрещена 22 квітня 1640, Бежа — 28 липня 1723, там само) — португальська черниця і духовна письменниця, автор «Листів португальської черниці» (Португальські листи).

## Біографія
Була дочкою землевласника з Алентежу. Бежа, її місце народження, була головним гарнізонним містом області та головним театром війни з Іспанією, яка йшла протягом 28 років з 1640 року після Португальської революції, і її овдовілий батько, зайнятий роботою в адміністративних і військових комісіях, влаштував Маріану на період її дитинства в багатий жіночий монастир заради її безпеки і отримання там освіти. У 16 років або раніше вона прийняла постриг і стала францисканською черницею, однак не займалася будь-якою реальною роботою і жила тихим чернечим життям у цьому монастирі з нестрогими порядками до 25-річного віку, коли зустріла Ноеля Бутона.
Ця людина, згодом маркіз де Шамільї і маршал Франції, був одним з французьких чиновників, які приїхали до Португалії, щоб служити під начальством гранд-капітана Фрідріха, графа Шомберга, який займався реорганізацією португальської армії. Протягом 1665—1667 років Шамільї проводив більшість свого часу в Бежі та її околицях і, ймовірно, познайомився з сім'єю Алкофорадо через брата Маріани, який був солдатом. Звичай у той час дозволяв черницям приймати і розважати відвідувачів, і Шамільї, якому допомогли престиж його військового звання і деякі лестощі, без особливих зусиль спокусив довірливу черницю. Незабаром про їх зв'язок дізналися, виник скандал, і, щоб уникнути небажаних наслідків, Шамільї покинув Маріану і таємно втік до Франції.
Листи до свого коханого, завдяки яким Маріана і стала відомою в літературі, були написані нею між груднем 1667 і червнем 1668 року і описували послідовно пройдені нею в житті стадії віри, сумніву і відчаю. Ці п'ять коротких листів отримали виключно високу оцінку завдяки своєму стилю як серед сучасників, так і серед літературознавців наступних століть. Листи врешті-решт опинилися у графа Гієрага, який переклав їх французькою мовою і видав анонімно в Парижі у січні 1669 року. Ім'я їх авторки стало відомим тільки 1810 року. Сама Маріана Алкофорадо провела решту життя в монастирі, ведучи суворе чернече життя, 1709 року стала заступницею настоятельки і померла у 83-річному віці.
1977 року Хесус Франко на основі сюжету «Листів» зняв художній фільм «Любовні листи португальської черниці».